# 精明隧道
精明隧道（英語：Stormwater Management and Road Tunnel，简称SMART Tunnel）是马来西亚吉隆坡一项巨型防洪计划工程，隧道全長达9.7公里，是东南亚最长以及亚洲第二长的隧道。主要用途是舒缓市区交通拥堵以及在发生洪水时排水，曾被美国有线电视新闻网（CNN）评选为全球十大最佳隧道之一。

## 隧道费
私家车与计程车收费一律3令吉，大型车与单车禁止通行。

## 荣誉
2016年12月，美国有线电视新闻网（CNN）把精明隧道评选为全球十大最佳隧道，与瑞士的圣哥达基础隧道、英吉利海峡隧道、挪威洛达尔隧道、日本东京湾跨海公路和美国的艾森豪威尔隧道等齐名。